# Ruczaj (rejon szarkowszczyński)
Ruczaj (biał. Ручай; ros. Ручай) – wieś na Białorusi, w obwodzie witebskim, w rejonie szarkowszczyńskim, w sielsowiecie Hermanowicze.

## Historia
W czasach zaborów w okręgu wiejskim Sebastianów, w gminie Ihumenowo, w powiecie dzisieńskim, w guberni wileńskiej Imperium Rosyjskiego. Pod koniec XIX wieku należała do dóbr Sebastianowo, własność Zdrojewskich.
W latach 1921–1945 wieś leżała w Polsce, w województwie wileńskim, w powiecie dziśnieńskim, w gminie Szarkowszczyzna.
Według Powszechnego Spisu Ludności z 1921 roku zamieszkiwały tu 165 osób, 63 było wyznania rzymskokatolickiego, 94 prawosławnego a 8 staroobrzędowego. Jednocześnie 15 mieszkańców zadeklarowało polską, 94 białoruską a 11 litewską przynależność narodową. Były tu 32 budynki mieszkalne. W 1931 w 39 domach zamieszkiwało 217 osób.
Wierni należeli do parafii rzymskokatolickiej i prawosławnej w Szarkowszczyźnie. Miejscowość podlegała pod Sąd Grodzki w Głębokiem i Okręgowy w Wilnie; właściwy urząd pocztowy mieścił się w Szarkowszczyźnie.
W wyniku napaści ZSRR na Polskę we wrześniu 1939 miejscowość znalazła się pod okupacją sowiecką. 2 listopada została włączona do Białoruskiej SRR. Od czerwca 1941 roku pod okupacją niemiecką. W 1944 miejscowość została ponownie zajęta przez wojska sowieckie i włączona do Białoruskiej SRR.
Od 1991 w składzie niepodległej Białorusi.
Do 2004 roku w stolica sielsowietu Ruczaj.